# 1-Methyl-1-propylpiperidiniumhexafluorophosphat
1-Methyl-1-propylpiperidiniumhexafluorophosphat ist eine ionische Flüssigkeit (auch: ionic liquid oder Flüssigsalz), also ein Salz, dessen Schmelzpunkt unter 100 °C liegt. Mit einem Schmelzpunkt von 98 °C ist diese Bedingung erfüllt.

## Gewinnung und Darstellung
1-Methyl-1-propylpiperidiniumhexafluorophosphat kann aus 1-Methyl-1-propylpiperidiniumbromid und Lithiumhexafluorophosphat in einer Anionenmetathese hergestellt werden.

## Eigenschaften
1-Methyl-1-propylpiperidiniumhexafluorophosphat besitzt mit 7,2 V ein großes elektrochemisches Fenster, wobei das limitierende Kathodenpotential bei −3,25 V und das limitierende Anodenpotential bei 3,95 V liegt. Unter Stickstoffatmosphäre zersetzt sich die Substanz bei ca. 400 °C, das Anion zersetzt sich langsam in Anwesenheit von Wasser.

## Verwendung
Auf Grund seines großen elektrochemischen Fensters kann die ionische Flüssigkeit in verschiedenen elektrochemischen Prozessen eingesetzt werden, wie der Abscheidung von Zinn oder in Lithium-Ionen-Akkumulatoren.